# Ahuixotitla
Ahuixotitla är en ort i Mexiko.   Den ligger i kommunen Zapotitlán Tablas och delstaten Guerrero, i den sydöstra delen av landet, 230 km söder om huvudstaden Mexico City. Ahuixotitla ligger 2 089 meter över havet och antalet invånare är 644.
Terrängen runt Ahuixotitla är huvudsakligen kuperad, men österut är den bergig. Terrängen runt Ahuixotitla sluttar norrut. Runt Ahuixotitla är det ganska glesbefolkat, med 40 invånare per kvadratkilometer. Närmaste större samhälle är Copanatoyac, 12,5 km nordost om Ahuixotitla. I omgivningarna runt Ahuixotitla växer huvudsakligen savannskog.